# Polystichum lentum
Polystichum lentum är en träjonväxtart som först beskrevs av David Don, och fick sitt nu gällande namn av Moore. Polystichum lentum ingår i släktet Polystichum och familjen Dryopteridaceae. Inga underarter finns listade.